# Віконна плівка
Віконна плівка — ПЕТ-плівка, яка зазвичай встановлюється на листове скло для його модернізації і оновлення. Для вікон будинків застосовуються зовсім інші плівки, аніж при установці на транспортних засобах. Переважна більшість автомобільних віконних плівок є темні (тоновані), в той час як віконні плівки для комерційних установ, як правило, ясні.

## Застосування
В продажу є багато типів, класів, відтінків, кольорів і товщин віконних плівок, які можуть бути використані для теплоізоляції (зменшення нагріву поверхні з плівкою або для запобігання втрат тепла з приміщення), зменшення відблисків, УФ-фільтрація, охорони і безпеки, конфіденційності, прикраси, захисту скла. Віконні плівки є надзвичайно ефективним методом, щоб зменшити нагрівання та охолодження в будинках з великими площами скління.
Віконні плівки широко використовується в автомобільній промисловості для захисту від сонця, але і для затемнення. Вони також використовуються як екран для усамітнення.

## Тонувальні плівки
Тонувальна плівка містить один або кілька шарів плівки ПЕТ. Для наклейки на поверхню скла вона має клейкий шар, що складається головним чином з акрилової смоли. Цей клей вкритий додатковою захисною плівкою.
Одношарові плівки втрачають свої функції після декількох років служби. Багатошарова плівка є дуже міцною і стійкою до подряпин, тому виробники іноді дають довгі терміни гарантії на якість цих плівок.

## Правила для автомобільного використання

### В США
В США діють різні місцеві політики у кожному штаті. Місцевими владами для виконання політик запроваджено ряд законів, правил і норм до розміщення плівок на віконних склах, які стосуються відбиваючої здатності, обмежень в кольорі, вимог до наклейки, сертифікатів плівок, вимог щодо пропускання видимого світла (VLT), вимог до наявності додаткових обладнань (наприклад, можуть бути необхідні подвійні бічні дзеркала, якщо заднє скло забарвлюється; і т.п.).

### В Україні
Держстандартом визначено, що вітрове автомобільне скло повинне пропускати не менше 75% світла, решта — не менше 70%. Отже, лобове скло має поглинати не більше ніж 25% світла.
Регулює ступінь затемнення стекол автомобіля ГОСТ 5727-88.
Прилади для перевірки світлопропускної здатності скла називаються тауметрами.